# تپه لاوین
تپه لاوین مربوط به دوران پیش از تاریخ ایران باستان - دوران‌های تاریخی پس از اسلام است و در شهرستان پیرانشهر، بخش مرکزی، روستای لاوین واقع شده و این اثر در تاریخ ۱۲ بهمن ۱۳۸۱ با شمارهٔ ثبت ۷۳۷۷ به‌عنوان یکی از آثار ملی ایران به ثبت رسیده است.